# Kõrvetaguse
Kõrvetaguse – wieś w Estonii, prowincji Rapla, w gminie Raikküla.